# 結政
結政（かたなし/けっせい）とは、平安時代の朝廷にて行われた政務の1つ。また、それが行われる場所（結政所（かたなしどころ））を指す場合もある。

## 概要
元は「一括する」・「まとめる」という意味のある「結ね成す （かたねなす）」という動詞が名詞化したものと言われている。「結ね」とは、文書を広げて読み上げて元のように結びなおすという意味を持っており、実際に結政においてこの行為が重要な意味を有した。
官司・諸国から出された議案は太政官に挙げられる前に弁官がその文書を整理した。これが結政である。結政はその後に開かれる太政官の会議である「政」が太政官庁で行われる官政の場合には官結政、外記庁で行われる外記政の場合には外記結政と呼ばれたが、「政」の開催場所によって結政が開かれる結政所が違う（官政は太政官庁西廊、外記政は外記南舎（外記庁の南側に置かれた離れ）。ただし、後世には官政においても外記南舎で結政が開かれるようになり、外記南舎の脇の文殿にて太政官の官印が保管されるようになった）以外は基本的には同じである。
まず結政所に弁官全員とその下の史、更に立会いとして少納言・外記が着座する。続いて筆頭の史が文書を挟んだ竿を持って弁官に提出し、大弁以下の弁官はこれを取り出して目を通し、史に返却した後に再度結びなおして全ての弁官にこれを見せる。その後、史が読み上げて（結申（かたねもうす））、更に弁官が政に取り上げるべき文書を確認して終わる。その後、政を経て太政官符などの形となったものが弁官に返されて官符に必要な請印（押印）を行った。なお、緊急時には政が開かれず、会議が開かれる陣座に待機していた上卿がこれを確認した後で参議・少納言が結政所にいる弁官に請印を求める結政請印という手続もあった。平安時代後期には官政も外記政も衰微して結政請印で実際の政務が行われることが多くなった。